# Jungermannia flagellaris
Jungermannia flagellaris là một loài Rêu trong họ Jungermanniaceae. Loài này được Amak. mô tả khoa học đầu tiên năm 1966.